# Korea Telecom
KT Corporation (케이티 주식회사?), precedentemente nota come Korea Telecom, è la più grande compagnia telefonica della Corea del Sud. Fondata il 28 settembre 1885 a Seul, nel 2009 venne fusa con la sussidiaria KTF, diventando il nono conglomerato del paese con quasi 20 miliardi di dollari di asset.
L'azienda, di proprietà statale, è la prima compagnia telefonica della Corea del Sud e come tale domina il mercato locale fisso e Internet a banda larga, servendo circa il 90% degli abbonati della rete fissa del paese e il 45% degli utenti Internet ad alta velocità.
Alla fine del 2015 l'ex presidente del KT, Suk-Jae Lee, fu accusato di violazione della fiducia e appropriazione indebita, accuse che egli ha negato. L'azienda è quotata alla NYSE. Nel 2012 contava 32 186 dipendenti. L'edificio che ospita la sede, il KT Headquarters è stato disegnato da Renzo Piano.